# Antina
Antina es una empresa de telecomunicaciones argentina que provee servicios de televisión por suscripción en la televisión digital terrestre. La empresa pertenece al grupo Telcom Ventures de Argentina S.A., dirigida por Ariel Hernández.

## Historia
En su lanzamiento, Antina recibió fondos de inversiones directas de Telcom Ventures LLC, ubicada en los Estados Unidos. La inversión inicial fue de US$8 millones.
La iniciativa de la filial de Telcom Ventures Estados Unidos esperaba sumar en el primer año de operaciones entre 15 y 20 mil abonados, ya que preveía amortizar la inversión en tres años de actividad.
Actualmente la empresa se encuentra prestando servicio con 9 canales RF en la banda UHF, y contando con 118 señales, y emitiendo mediante el uso de la norma europea DVB-T2.

## Ubicación
La sede central de Antina está ubicada en la Ciudad Autónoma de Buenos Aires, República Argentina, y tiene además tres plantas transmisoras de soporte en las localidades de Pilar, Mariano Acosta y Florencio Varela, todas ellas en la Provincia de Buenos Aires.